# Oppdal
Oppdal – norweskie miasto i gmina leżąca w okręgu Trøndelag.
Oppdal jest 21. norweską gminą pod względem powierzchni.
W mieście jest stacja kolejowa Oppdal.

## Demografia
Według danych z roku 2020 gminę zamieszkuje 6981 osób. Gęstość zaludnienia wynosi 3,17 os./km². Pod względem zaludnienia Oppdal zajmuje 153. miejsce wśród norweskich gmin.
| ludność stan na 4. kwartał 2020 |         |           |       |
|                                 | kobiety | mężczyźni | razem |
| osób                            | 3463    | 3518      | 6981  |
| %                               | 49,60%  | 50,40%    | 100%  |

| wykształcenie stan na 4. kwartał 2020, osoby powyżej 16 roku życia |        |         |        |        |
|                                                                    | podst. | średnie | wyższe | niezn. |
| osób                                                               | 1602   | 2542    | 1462   | 33     |
| %                                                                  | 28,40% | 45,07%  | 25,92% | 0,58%  |

## Edukacja
Według danych z 2020:
- liczba szkół podstawowych (norw. grunnskolar): 4
- liczba uczniów szkół podst.: 820

## Władze gminy
Według danych na rok 2021 administratorem gminy (norw. rådmann) jest Ole Bjørn Moen, natomiast burmistrzem (norw. ordfører, d. borgermester) jest Geir Arild Espnes.